# Косіново (Нижньосілезьке воєводство)
Косіново (пол. Kosinowo) — село в Польщі, у гміні Прусиці Тшебницького повіту Нижньосілезького воєводства.
Населення — 68 осіб (2011).
У 1975-1998 роках село належало до Вроцлавського воєводства.

## Демографія
Демографічна структура станом на 31 березня 2011 року:
|          | Загалом | Допрацездатний вік | Працездатний вік | Постпрацездатний вік |
| -------- | ------- | ------------------ | ---------------- | -------------------- |
| Чоловіки | 34      | 4                  | 25               | 5                    |
| Жінки    | 34      | 8                  | 13               | 13                   |
| Разом    | 68      | 12                 | 38               | 18                   |